# Sida Košutić
Sida Košutić (ur. 10 marca 1902 w Radoboju, zm. 13 maja 1965 w Zagrzebiu) – chorwacka pisarka, dziennikarka, poetka i urzędniczka.

## Życiorys
Ukończyła studia pedagogiczne na Uniwersytecie w Zagrzebiu. Następnie pełniła służbę cywilną jako urzędnik. W latach 1939–1943 była redaktorem naczelnym czasopisma „Hrvatsko žensko pismo”. Po II wojnie światowej pracowała jako korektor. Jej poezja w szczególności była poświęcona samotności, ciszy i bólowi oraz poszukiwaniu ich sensu w wierze. Tworzyła także powieści. W latach 1936–1940 napisała trylogię „S naših njiva” („Plodovi zemlje”, „Magla” i „Bijele tišine”).

## Wybrane utwory
- Portreti (1928)
- K svitanju (1927)
- Sluga vječne mudrosti (1930)
- Jaslice (1933)
- Plodovi zemlje (1936)
- Magla (1937)
- Bijele tišine (1940)
- Osmijesi (1940)
- Vrijeska (1942)
- Mimoza sa smetljišta (1942)
- Verenička žetva (1943)
- Jezero mrtvo (1956)
- Jeka sve tiša (1963)[1]